# Ouragan Juan
Vous lisez un « article de qualité » labellisé en 2008.
Cet article concerne l'ouragan Juan de 2003. Pour l'ouragan ayant eu lieu en 1985, voir Ouragan Juan (1985).
L’ouragan Juan fut un ouragan de catégorie 2, selon l’échelle de Saffir-Simpson, qui a frappé les provinces canadiennes de la Nouvelle-Écosse, du Nouveau-Brunswick et de l’Île-du-Prince-Édouard en 2003. Il s’est formé au sud des Bermudes le 24 septembre 2003 à partir d’une onde tropicale sur l’océan Atlantique. L’onde s’est intensifiée graduellement sur les eaux chaudes du Gulf Stream atteignant la catégorie 2 le 27 septembre en poursuivant une trajectoire franc nord. Son vent maximal rapporté fut de 165 km/h alors qu’il approchait rapidement des côtes de la Nouvelle-Écosse. En passant au-dessus d’eaux plus froides, il perdit un peu d’intensité mais était toujours en catégorie 2 lorsqu’il frappa Halifax, tôt le 29 septembre, et le demeura en traversant la province. Juan commença à faiblir en arrivant sur l’Île-du-Prince-Édouard puis devint un cyclone extratropical près de l’île d'Anticosti au Québec.
Cet ouragan fit des dommages pour environ 200 millions $US et causa la mort de 8 personnes, principalement dans la région d’Halifax. Il fut le pire ouragan que la côte-est canadienne ait connu depuis 1893. L’ouragan de 2003 fut le dernier à porter le nom Juan, ce dernier ayant été retiré de la liste des noms comme le veut la coutume lors d’un important cyclone.

## Évolution météorologique
Une onde tropicale importante dans une zone dépressionnaire quitta la côte africaine le 14 septembre 2003 en direction de l'ouest mais demeura désorganisée à cause de conditions défavorables en altitude.
Le 20 septembre, à environ 1 100 km des Petites Antilles, la convection autour du système se développa de manière importante lorsqu’elle rencontra la circulation d’une dépression d’altitude mais les conditions étaient encore défavorables à une organisation de cette convection. Le tout se déplaça vers le nord-ouest sous la dépression d’altitude et développa une circulation cyclonique dans les niveaux moyens de la troposphère. Ce système entra ensuite en interaction avec une zone frontale et devint mieux organisé le 23 septembre à 725 km au sud des Bermudes.
Un peu plus tard ce jour-là, une circulation cyclonique de surface se développa dans le système mais la présence de la zone frontale ne permit pas de la classer comme dépression tropicale. La convection profonde s’intensifia près du centre le 24 septembre et s’organisa rapidement en lignes de grains orageux en spirales avec un flux sortant discernable. Selon ces nouvelles caractéristiques, il est estimé que l’onde était devenue la dépression tropicale numéro quinze un peu plus tard dans la journée. Cette dernière se trouvait à 555 km au sud-est des Bermudes. Cependant, le National Hurricane Center américain n’émit pas un avis avant un délai de 27 heures après sa formation.
Initialement, ce système possédait des caractéristiques tropicales et subtropicale, maintenant un lien avec la zone frontale. Mais l’organisation de la convection et la formation d’un centre chaud ne pouvait que mener à son classement comme cyclone tropical. Les météorologues prédirent que la dépression ne s’intensifierait que lentement et ne génèrerait des vents ne dépassant pas les 105 km/h. Cependant, la dépression s'organisa graduellement et devint la Tempête tropicale Juan le 25 septembre. Un peu plus tard ce même jour, le centre de la circulation se remplit d'orages alors que Juan se déplaçait vers le nord-ouest à 16 km/h. Cette trajectoire était due à la présence d'une crête barométrique en développement à l'est de Juan.

Vue satellitaire de l'ouragan Juan au moment de toucher terre

Le 26 septembre, un œil apparut et la convection devint très intense à proximité de celui-ci. 
Le modèle nuageux continua de s’organiser et Juan devint un ouragan ce jour-là à 270 km au sud-est des Bermudes. En tant que tel, il atteignit les eaux chaudes du Gulf Stream tout en étant sous une zone de faible cisaillement des vents en altitude ce qui le renforça encore plus. Le 27 septembre, l’ouragan Juan atteignit son intensité maximale avec des vents de 165 km/h alors qu’il se trouvait à 1 020 km au sud d’Halifax (Nouvelle-Écosse). À l'apogée de Juan, l’œil était bien visible au centre du couvert nuageux.
Juan demeura à son intensité maximale durant 24 heures le long d’une trajectoire d’abord vers le nord-ouest, puis vers le nord, tout en accélérant. Le 28 septembre, l’œil devint moins clair et l’ouragan faiblit légèrement. Parce qu’il se déplaçait si vite vers le nord, il passa peu de temps au-dessus des eaux plus froides au large de la Nouvelle-Écosse et ne diminua que très peu d’intensité avant d'atteindre les côtes.
Il pénétra sur les terres près d’Halifax le 29 septembre, avec des vents de 160 km/h. Il perdit cependant rapidement de la force par friction en passant sur les Maritimes canadiennes,, devenant tempête tropicale lorsqu'il atteignit l’Île-du-Prince-Édouard. Il fut absorbé ensuite par une forte dépression extratropicale passant dans le golfe du Saint-Laurent par la suite.

## Préparations
Le premier avis du Centre canadien de prévision d'ouragan fut émis le 26 septembre et mentionnait de façon assez générale la possibilité que la Tempête Juan puisse donner de forts vents et de la pluie sur les Provinces Maritimes. Le 27 septembre, comme l’ouragan Juan approchait, les premiers avertissements étaient lancés, mentionnant la possibilité de dommages significatifs par le vent, dont des pannes électriques, et les inondations par les pluies et l’onde de tempête accompagnant le système. Les médias locaux ont commencé à y faire écho et les autorités publiques furent avisées de prendre les mesures nécessaires en vue d’un désastre potentiel.
Le matin du 28 septembre, les derniers rapports indiquaient que Juan toucherait la Nouvelle-Écosse comme une tempête tropicale ou un ouragan de catégorie 1 marginal. Les bulletins météorologiques jusqu’alors indiquaient que la tempête faiblirait avant de toucher terre. À 21h00 TUC (18h locales), une mise à jour des avertissements fut émise parce que Juan menaçait, après révision, de frapper en ouragan de catégorie 1 élevé ou en faible catégorie 2. La plupart des commerces dans la zone menacée étaient fermés en ce dimanche ce qui implique que les préparatifs en vue de l’arrivée de Juan furent difficiles à organiser rapidement. Les habitants des Maritimes qui en avaient vu d'autres ne s'inquiétèrent pas outre mesure.
Les propriétaires de bateaux sécurisèrent leur embarcation et le ministère la défense ordonna le redéploiement des navires et sous-marins dans le Bassin de Bedford qui est mieux protégé que le port lui-même. La Garde côtière canadienne mit onze navires de recherche et sauvetage en alerte. Les vols à destination ou partant de l'aéroport international d'Halifax furent annulés dès 18h le 28 septembre. À Lunenburg, trois douzaines de yachts furent abrités et le Bluenose II fut mis en cale sèche. Peggys Cove, le fameux lieu touristique, fut envahi le dimanche après-midi par des curieux venus voir les énormes vagues se briser sur les rochers. Les policiers durent faire reculer la foule à cause du danger.
Même si aucune évacuation à grande échelle ne fut entreprise, l'évacuation des zones inondables entra en vigueur le soir du 28. Plusieurs centaines de personnes furent ainsi déplacées. Les ouvriers des services d’électricité, du gaz et des eaux furent mis en alerte en prévision de l’arrivée de Juan.

## Impacts

### Nouvelle-Écosse

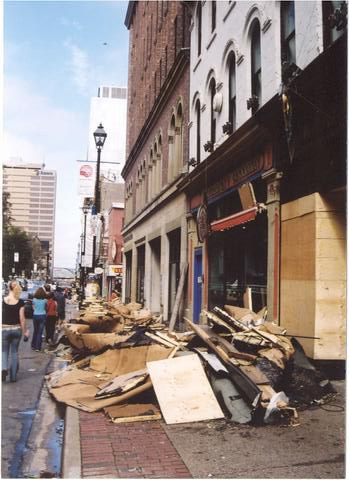
Dommages causés par Juan sur la Rue Barrington, à Halifax (Nouvelle-Écosse)

Les vents soutenus maximaux lors de l’entrée de Juan sur la Nouvelle-Écosse atteignirent les 160 km/h avec des rafales de 185 km/h. Les dommages furent moindres à l’ouest de la trajectoire de l’ouragan dans les municipalités de St. Margaret's Bay et Mahone Bay. Mais le long de celle-ci, les villes d’Halifax et de Truro (Nouvelle-Écosse) subirent des dégâts très importants. La sévérité des dommages dans la Municipalité Régionale d’Halifax (MRH) fut telle que les météorologues pensèrent initialement l’associer à un ouragan de catégorie 3. Cependant, les vents mesurés ne justifiaient pas ce classement et il fut officiellement classé à la limite entre la catégorie 1 et la 2 lors de son entrée à Halifax. En fait, les arbres portant encore leurs feuilles ont amplifié l’effet des vents, et plusieurs millions d'entre eux furent endommagés ou abattus.
Juan causa des dommages sur un vaste territoire en Nouvelle-Écosse, particulièrement dans la MRH. Un corridor d’arbres fut abattu par les vents, bloquants les rues et brisant les lignes électriques. Plusieurs maisons et commerces subirent des dommages structurels, en particulier aux toits, et quelques bâtiments plus fragiles furent complètement détruits Les autorités de la MRH estimèrent que 31 % des maisons avaient subi des dommages plus ou moins sérieux et 27 % suffisamment endommagées pour réclamer un dédommagement aux assurances
Juan priva d'électricité plus de 700 000 personnes en Nouvelle-Écosse. Les réparations prirent jusqu’à deux semaines dans les régions rurales les plus reculées de la côte Est de la province et de la vallée de la rivière Musquodoboit. La compagnie d’électricité locale, Nova Scotia Power, ne dénombra pas moins de 27 lignes de transmission principales, 31 sous-stations de distribution, 117 systèmes d’alimentation et de nombreuses tours de transmissions endommagés par l’ouragan. 70 % des arbres du parc Point Pleasant d’Halifax furent détruits ce qui le transforma radicalement. Les jardins publics de la ville subirent également d'importants dommages.
Juan causa la mort de six personnes. Deux morts sont directement liées à la chute d’arbres, l’un sur un ambulancier à Halifax et l’autre sur un automobiliste à Enfield (Nouvelle-Écosse)
,. Les quatre autres morts sont liées à des causes indirectes dont trois dus à des incendies causés par des chandelles lors de la panne électrique, le dernier étant sauveteur après la tempête.
La forte concentration urbaine autour du port d’Halifax subit l’assaut directement, on estime que les rafales ont atteint jusqu’à 230 km/h selon des rapports non officiels. 
Les bouées de détection à l’entrée du port ont rompu leurs amarres après avoir signalé des vagues de plus de 20 mètres. Ces vagues ont contribué à l'accumulation d'eau dans le port et frappèrent de plein fouet les lieux les plus exposés, près de l'entrée du port. L’érosion des rives très peuplées du port fut significative, particulièrement dans le Bassin de Bedford où les vagues de l’onde de tempête frappèrent le plus fort les résidences et les voies du chemin de fer. L’onde de tempête fut la plus importante dans les annales à l’intérieur du port d’Halifax atteignant 1,5 à 2 m mais le pire fut évité car l’onde de tempête arriva deux heures avant la marée haute. Si les deux phénomènes avaient coïncidé, le niveau de l’eau aurait été supérieur de 45 cm, inondant une bien plus importante superficie.
Au centre-ville d’Halifax, des rochers aussi gros que des poubelles furent projetés depuis le port jusque dans les rues adjacentes. L’hôpital Victoria General, hôpital majeur, subit d'importants dégâts et dut être évacué durant la tempête. Plusieurs habitations durent également être évacuées. De nombreux panneaux publicitaires et de signalisation routière furent emportés par le vent. Des automobiles et des camions furent écrasés par des arbres et d’autres débris. Les côtes furent inondées, y compris dans le port, par l'onde de tempête mais les inondations furent assez mineures plus à l’intérieur des terres. Les pluies ne furent, en effet, pas très importantes grâce au déplacement rapide de Juan et de l’air sec du côté sud de la tempête. Le maximum rapporté ne fut que de 52 mm
.

### Les autres provinces

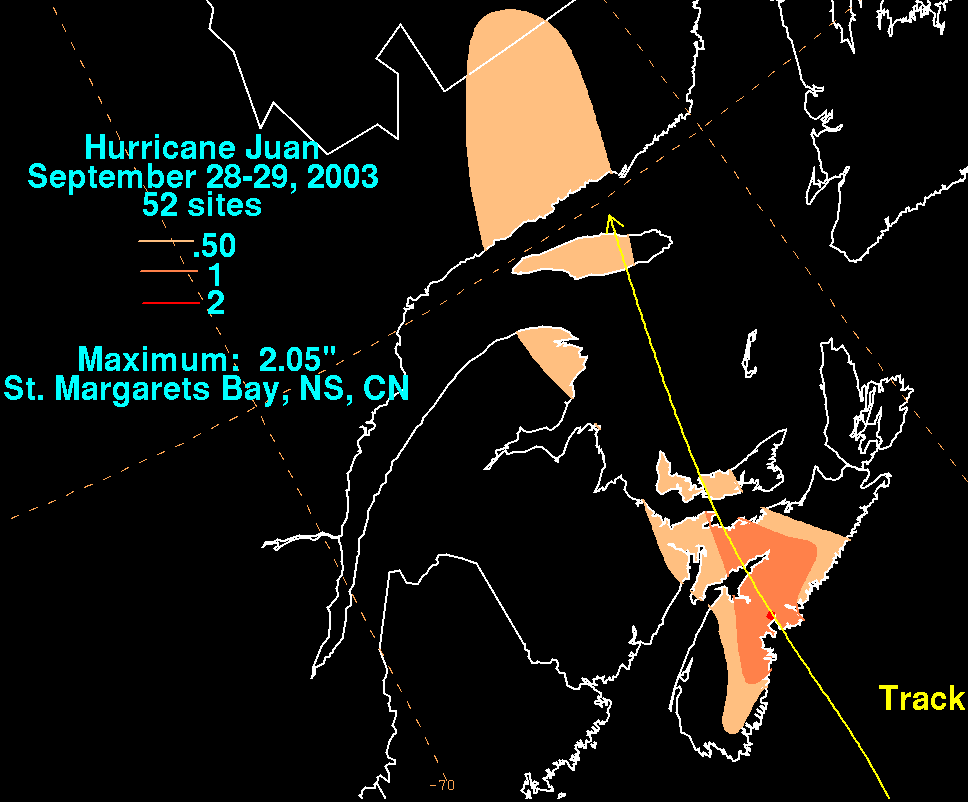
Accumulations de pluie en pouces avec Juan
(1 pouce = 25.4 mm)

Juan quitta la Nouvelle-Écosse en traversant le détroit de Northumberland avec une intensité de catégorie 1. Il diminua cependant rapidement d’intensité en se déplaçant sur les eaux froides du Golfe du Saint-Laurent. Des rafales à 139 km/h furent rapportées à Charlottetown (Île-du-Prince-Édouard)  et à 107 km/h aux îles de la Madeleine.
Sur l’Île-du-Prince-Édouard, les dégâts dus aux vagues et aux vents furent très importants. À Charlottetown, les bateaux de plaisance et le mur brise-lames furent endommagés, de nombreux arbres d’un parc urbain ancien furent cassés ou abattus. On rapporte également beaucoup d’autres arbres affectés dans l’île ainsi que des granges, des silos et autres structures plus fragiles. La panne électrique quasi-générale causée par Juan dura jusqu’à cinq jours en certains endroits
.
La trajectoire assez localisée des vents violents de l’ouragan fit que le Nouveau-Brunswick et l’ouest de l’Île-du-Prince-Édouard en sortirent presque indemnes. Il perturba le vote pour la législature de l’île du 29 septembre mais de façon marginale puisque 80 % des électeurs s’y rendirent quand même

.
Terre-Neuve subit des pluies abondantes qui n'eurent pas trop d'impact sur la région. Deux morts survinrent au large de l’île d’Anticosti (Québec), dans le golfe du Saint-Laurent, où deux pêcheurs professionnels venant du Nouveau-Brunswick se noyèrent.

## Après la tempête

### Aide

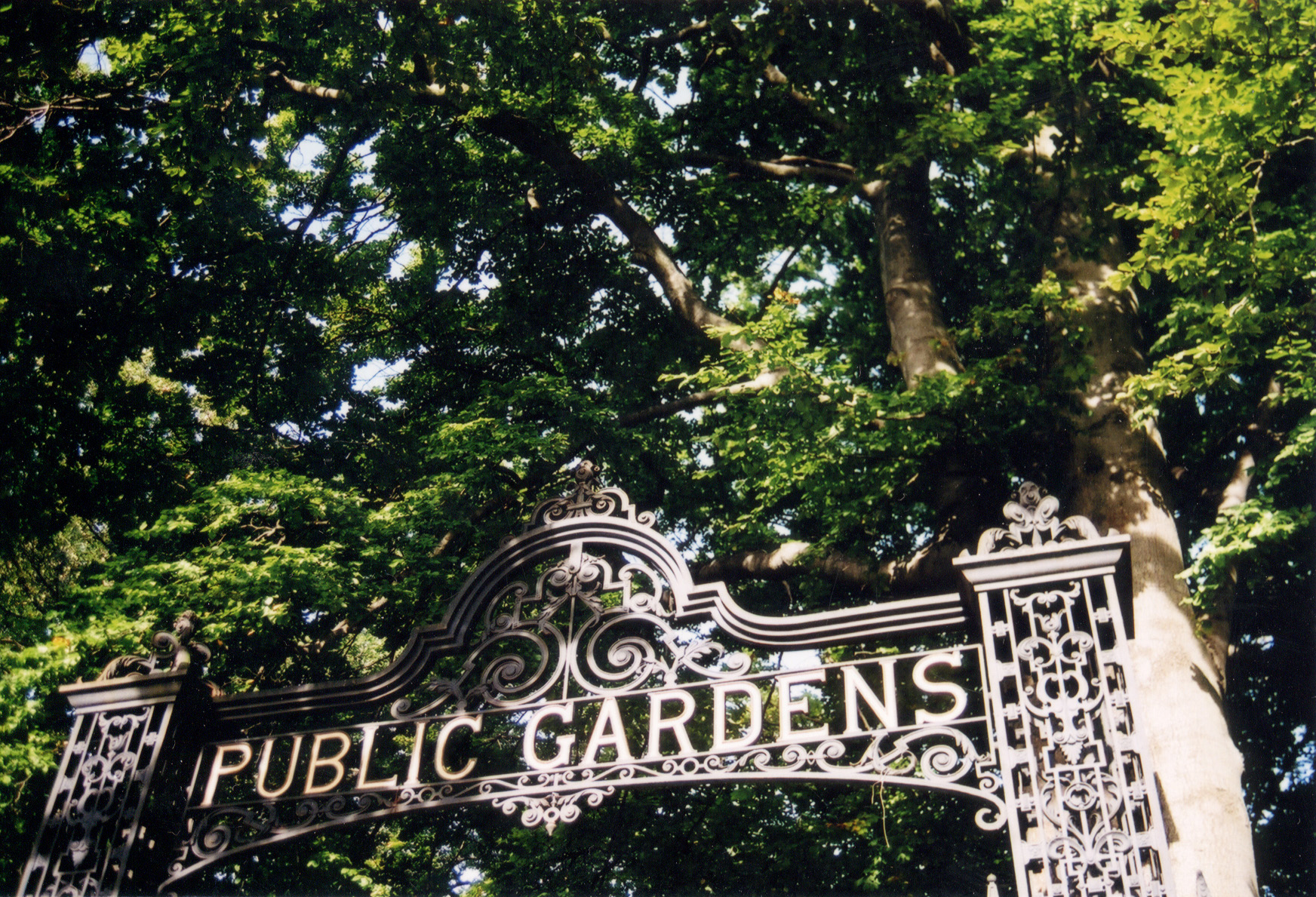
Entrée des jardins publics d’Halifax juste avant Juan

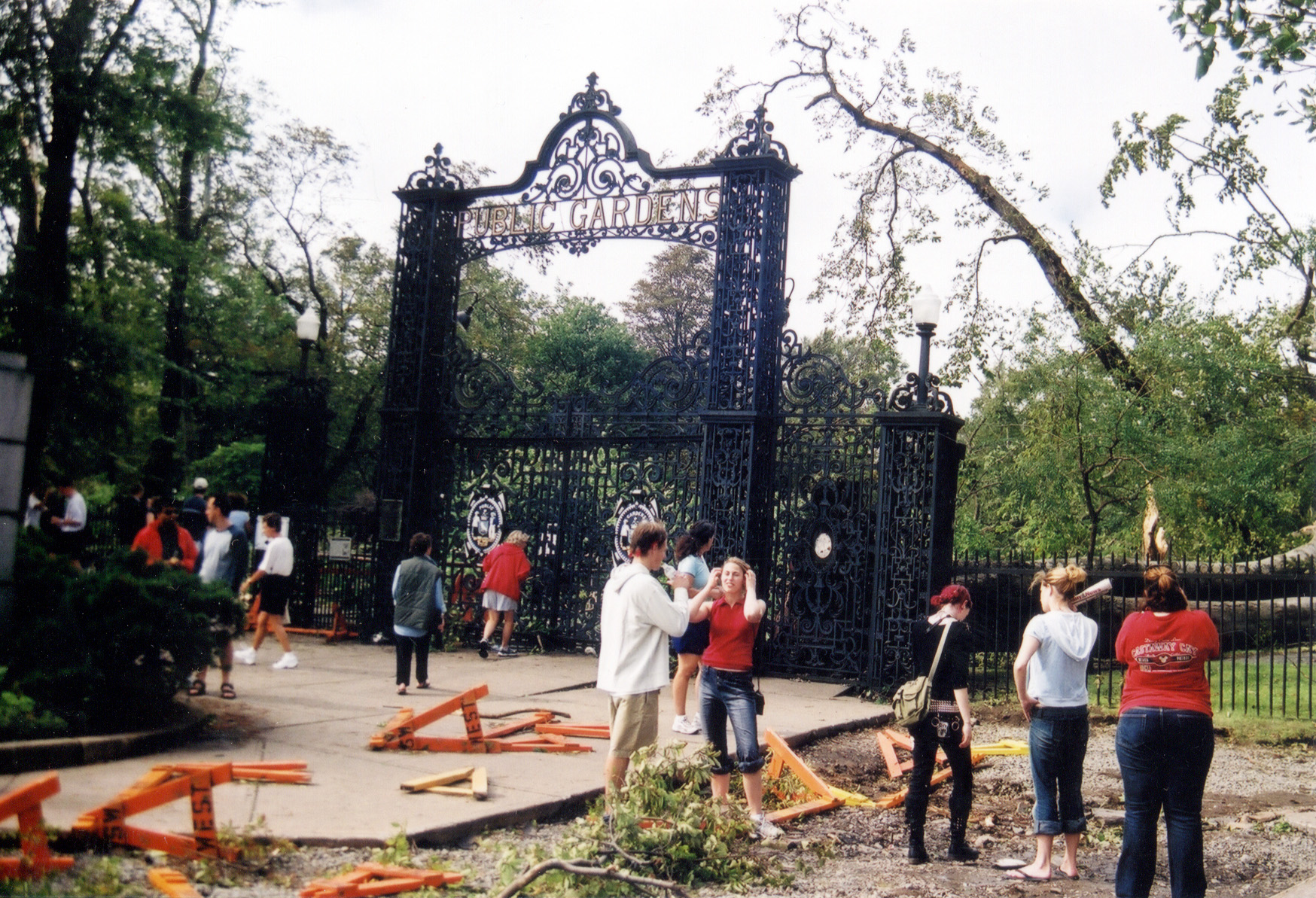
La même entrée après le 29 septembre 2003

Immédiatement après la tempête, l’état d’urgence fut décrété à la Municipalité Régionale d’Halifax. Plus de huit cents soldats et marins des Forces armées canadiennes furent déployés par le gouvernement fédéral pour aider au nettoyage des débris qui retardaient la remise en service des systèmes électriques. 
Deux semaines furent nécessaires pour rétablir le courant dans la région
. Le parc Point Pleasance complètement dévasté demeura fermé pour nettoyage et réparations jusqu’en juin 2004. 85 % des arbres furent enlevés et les berges subirent une érosion importante Un programme de reboisement et de revitalisation fut entrepris en 2005 et reçut un million de dollars du gouvernement canadien.
Le gouvernement de la Nouvelle-Écosse débloqua 10 millions de $Can (de 2003) pour venir en aide aux sinistrés et des dons privés affluèrent également. L’île-du-Prince-Édouard débloqua quant à elle 200 000 $Can et le gouvernement fédéral annonça son propre programme d’aide.
Le maire de Toronto de l’époque, Mel Lastman, contribua à hauteur 50 000 $Can des fonds de sa ville pour remplacer les arbres sur l’Île-du-Prince-Édouard.

### Mesures d’urgence
Les résidents, les gouvernements et les services publics des Maritimes furent fortement marqués par les événements. De plus, trois tempêtes majeures eurent un impact cette année-là au Canada : les restants de l’ouragan Isabel, l’ouragan Fabian et l’ouragan Kate, aussi bien sur terre qu’en mer.
On procéda donc à une refonte des mesures de préparations et d’urgence dans l’éventualité d’une autre catastrophe météorologique. 
Cela est particulièrement important avec les données climatologiques qui montrent l’augmentation probable des ouragans et des cyclones extratropicaux majeurs à cause du réchauffement global de la planète. Les mesures prises depuis 2003 furent mises à l’épreuve lorsque l’ouragan Ophelia fut annoncé près de la Nouvelle-Écosse au début septembre 2005.
Juan contribua à divers changements au Centre canadien de prévision d'ouragan, du Service météorologique du Canada. Ce dernier était situé dans un édifice vulnérable dans le quartier Dartmouth d’Halifax et fut déplacé dans un bâtiment moins exposé pouvant résister aux effets d’un ouragan. Les bulletins d’avertissements du CCPO furent modifiés pour ressembler à ceux du National Hurricane Center américain. Traditionnellement, comme les ouragans touchent peu souvent les terres au Canada, on y mentionnait les zones en avertissement de vents violents, pluies abondantes et ondes de tempête, comme pour une tempête non tropicale. Même si les avertissements lancés pour l’ouragan Juan se révélèrent exacts et furent donnés à temps, le post-mortem démontra que l’on attire plus l’attention de la population si on les remplace par des veilles et des avertissements contenant le terme ouragan dans de tels cas. Ces changements furent opérationnels dès la saison des ouragans de 2004.

### Retrait
À cause de ses effets dévastateurs au Canada, Environnement Canada demanda que le nom Juan soit retiré de la liste pour toute tempête future dans l’Atlantique. L’organisme cita les pertes matérielles et les morts, l’impact sur l’économie et la destruction sur le territoire de deux provinces de millions d’arbres. C’est la première fois que le Service météorologique du Canada faisait une telle demande. En effet, en général les ouragans, ou leurs restants, affectant le pays passent d’abord le long de la côte américaine et la demande vient habituellement des États-Unis. L’Organisation météorologique mondiale répondit favorablement à la demande et retira Juan de la liste. Elle le remplaça par Joaquin pour la saison 2009 dont la liste était déjà publiée. Les noms Jaime et Jorge avaient également été suggérés.

### Source
- (en) Cet article est partiellement ou en totalité issu de l’article de Wikipédia en anglais intitulé « Hurricane Juan » (voir la liste des auteurs).

| A | 2 | B | C | D | 6 | 7 | E | 9 | F | G | H | I | 14 | J | K | L | M | N | O | P |

| D | T | 1 | 2 | 3 | 4 | 5 |